# Zavrata
Zavrata en serbe latin et Zavratë en albanais (en serbe cyrillique : Заврата) est une localité du Kosovo située dans la commune/municipalité de Leposavić/Leposaviq, district de Mitrovicë/Kosovska Mitrovica. Selon des estimations de 2009 comptabilisées pour le recensement kosovar de 2011, elle compte 107 habitants, dont une majorité de Serbes.

## Géographie
Zavrata/Zavratë est située à 9 km à l'est de Leposavić/Leposaviq, dans la communauté locale de Sočanica/Soçanicë.

## Démographie

### Évolution historique de la population dans la localité
| 1948 | 1953 | 1961 | 1971 | 1981 | 1991 | 2009 |
| ---- | ---- | ---- | ---- | ---- | ---- | ---- |
| 40   | 52   | 68   | 85   | 65   | 50   | 107  |

|  |